# Вацлав Хавел
Вацлав Хавел (чеш. Václav Havel; Праг, 5. октобар 1936 — Влчице, 18. децембар 2011) је био чешки политичар и један од кључних људи током покрета Плишана револуција. Хавел је био последњи председник Чехословачке и први председник Чешке. Служио као последњи председник Чехословачке од 1989. до распада Чехословачке 1992, а затим и као први председник Чешке од 1993. до 2003. Као писац чешке књижевности познат је по драмама, есејима и мемоарима.
Хавелова партија Грађански форум играла је значајну улогу улогу у Плишаној револуцији која је срушила комунизам у Чехословачкој 1989. године. Убрзо након тога, преузео је место председника, а поново је изабран уз велику подршку бирача следеће године и након Словачке независности 1993. Хавел је имао кључну улогу у демонтажи Варшавског пакта и проширењу чланства у НАТО-у на исток. Многи од његових ставова и политика, попут противљења словачкој независности, осуде чехословачког третмана Судетских Немаца после Другог светског рата и давања опште амнестије свима који су били затворени током комунизма, били су веома контроверзни у његовој земљи. Као такав, на крају свог председничког мандата уживао је већу популарност у иностранству него код куће. Хавел је наставио живот јавног интелектуалца и након завршетка председничког мандата, покренувши неколико иницијатива, укључујући Прашку декларацију о европској савести и комунизму, фондацију VIZE 97 и годишњу конференцију Форум 2000.
Хавелова политичка филозофија била је антипотрошачка, хуманитарна, еколошка, грађански активистичка и директно демократска. Подржавао је Чешку странку зелених од 2004. до своје смрти. Добитник је бројних признања, укључујући Председничку медаљу за слободу, Гандијеву награду за мир, Филаделфијску медаљу слободе, орден Канаде, Награду за четири слободе, Награду амбасадора савести и Хано Р. Еленбоген грађанску награду. Академска 2012–2013. година на Европском колеџу именована је у његову част. Многи га сматрају једним од најважнијих интелектуалаца 20. века. Међународни аеродром у Прагу преименован је у Аеродром Вацлава Хавела Праг 2012. године.

## Биографија
Родио се у породици предузетника и интелектуалаца која је била повезана са догађајима у Чешкој 1920. и 1940. године. Због тога му је комунистички режим забранио да студира након завршеног потребног школовања. То је разлог зашто је отишао у хемијску лабораторију. Такође је дописно завршио још неке школе. Већ као тинејџер, објављивао је драме које су извођене и донеле су му и међународни престиж. Био је активан судеоник покрета Прашко прољеће 1968. године. Због тога је стављен под присмотру власти које су га често злостављале. Најдуже је у затвору провео четири године.
Један од људи са којим се јавно свађао је познати писац Милан Кундера. Када је дошла 1989. и када су демократске промене захватиле Европу, Хавел се поново укључио у револуционарно деловање. Као председник организације Грађански форум, био је један од оних са којима су комунисти морали да преговарају. Од 1989. до 1992. био је девети председник Чехословачке, а од 1993. до 2003. био је председник Чешке у два мандата. Његов пријатељ Иван Медек је именован за директор Канцеларије председника Републике (канцелар).
Био је велики заговорник бомбардовања Срба у Републици Српској а касније (1999) и Србије. Творац је фразе "Хуманитарно бомбардовање."
Женио се два пута, а прва супруга Олга није се свиђала његовој мајци. Ипак, била је слављена као светица у очима чешког народа. Након Олгине смрти, други пут се оженио глумицом, данас познатом као Дагмар Хавлова.
Како је Хавел био страсни пушач, дијагнозиран му је рак плућа у децембру 1996. Но, успео је да га победи.
Добио је многе награде, међу којима и ону Амнести интернашонала због борбе за људска права.

### Смрт
Преминуо је 18. децембра 2011. у 10.15, у 76. години живота. Због дуготрајних здравствених компликација се у последњим месецима живота није појављивао у јавности, већ је живео миран живот у породичној викендици у селу Храдечек у Трутнова. У јавности се последњи пут појавио 10. децембра 2011, при дочеку свог дугогодишњег пријатеља Далај Ламе, који је у Праг дошао на Хавелов позив.

## Дела

### Збирке поезије
- Čtyři rané básně (Four Early Poems)
- Záchvěvy I & II, 1954 (Quivers I & II)
- První úpisy, 1955 (First promissory notes)
- Prostory a časy, 1956 (Spaces and times)
- Na okraji jara (cyklus básní), 1956 (At the edge of spring (poetry cycle))
- Antikódy, 1964 (Anticodes)

### Драме
- Life Ahead/You Have Your Whole Life Ahead of You, 1959, (Život před sebou)
- Motomorphosis/Motormorphosis, 1960/1961, (Motomorfóza)
- Ela, Hela, and the Hitch, 1960/1961, (Ela, Hela a stop)
- An Evening with the Family, 1960, (Rodinný večer)
- Hitchhiking, 1961, (Autostop), with Ivan Vyskočil
- The Best Years of Missis Hermanová, 1962, (Nejlepší rocky paní Hermanové)
- The Garden Party (Zahradní slavnost), 1963
- The Memorandum (or The Memo), 1965, (Vyrozumění)
- The Increased Difficulty of Concentration, 1968, (Ztížená možnost soustředění)
- Butterfly on the Antenna, 1968, (Motýl na anténě)
- Guardian Angel, 1968, (Anděl strážný)
- Conspirators, 1971, (Spiklenci)
- The Beggar's Opera, 1975, (Žebrácká opera)
- Audience, 1975, (Audience)
- Unveiling, 1975, (Vernisáž)
- Mountain Hotel 1976, (Horský hotel)
- Protest, 1978, (Protest)
- Mistake, 1983, (Chyba)
- Largo desolato 1984, (Largo desolato)
- Temptation, 1985, (Pokoušení)
- Redevelopment, 1987, (Asanace)
- The Pig, or Václav Havel's Hunt for a Pig (Prase, aneb Václav Havel's Hunt for a Pig), 1987
- Tomorrow, 1988, (Zítra to spustíme)
- Leaving (Odcházení), 2007
- Dozens of Cousins (Pět Tet), 2010, a Vanӗk play, a short sketch/sequel to Unveiling

### Публицистика
- The Power of the Powerless (1985) [Includes 1978 titular essay. Online]
- Living in Truth (1986)
- Letters to Olga (Dopisy Olze) (1988)
- Disturbing the Peace (1991)
- Open Letters (1991)
- Summer Meditations (Letní přemítání) (1992/93)
- Towards a Civil Society (1994)
- The Art of the Impossible (1998)
- To the Castle and Back (2007)

### Књиге белетристике за децу
- Pizh'duks

### Филмови
- Odcházení, 2011